# وانگ چو-لام
وانگ چو-لام (انگلیسی: Wong Cho-lam؛ زادهٔ ۹ ژانویه ۱۹۸۰) بازیگر، خواننده، ترانه‌سرا، مجری تلویزیون، کمدین و مقلد صدا و کاراکتر اهل هنگ کنگ است.
از فیلم‌ها یا مجموعه‌های تلویزیونی که وی در آن‌ها نقش داشته است، می‌توان به ایپ من: مبارزه نهایی اشاره نمود.